# Schizotetranychus hidayahae
Schizotetranychus hidayahae är en spindeldjursart som beskrevs av Yusof och Zhang 2003. Schizotetranychus hidayahae ingår i släktet Schizotetranychus och familjen Tetranychidae. Inga underarter finns listade i Catalogue of Life.